# Drüber, drunter und drauf
Drüber, drunter und drauf (Originaltitel: Up!) ist ein US-amerikanischer Spielfilm von Russ Meyer aus dem Jahr 1976. Diese Low-Budget-Produktion mit ihren außerordentlich vielen Sex- und Gewaltszenen kann dem Genre des Exploitationfilms zugerechnet werden. Auch in diesem Film frönt Meyer mit der Auswahl seiner Darstellerinnen seiner Vorliebe für großbrüstige Frauen. Der Film gewann wie andere seiner Werke einen gewissen Kultstatus.

## Handlung
Die eigentliche Handlung erzählt die Geschichte um einen an Adolf Hitler erinnernden Mann namens „Adolf Schwartz“, der in seiner Badewanne durch eine maskierte Gestalt mittels eines Piranhas getötet wird. Nach der Darstellung dessen folgen Szenen, in denen Margo Winchester zunächst in der Folge der Tötung eines Mannes, der sie vergewaltigt hat, den Sheriff Homer Johnson kennenlernt, der ihr eine Arbeit in einem Restaurant in der Stadt Miranda vermittelt. Im Rahmen einer außer Kontrolle geratenen Party töten sich der Sheriff und ein Stammgast gegenseitig.
In einer Schlussszene treffen die Besitzerin des Restaurants „Alice“ und die Hauptdarstellerin aufeinander, wobei sich herausstellt, dass Alice sowohl die Tochter als auch die Mörderin von Schwartz sei. Margo wiederum entpuppt sich als Undercover-Polizistin, deren Aufgabe von Anfang an die Aufklärung des Mordfalls Schwartz war.

## Rezeption
Der Film greift Stilmittel des antiken griechischen Theaters auf. So wird die Darstellerin Kitten Natividad als eine Art Chor eingesetzt, welcher die einzelne Filmsequenzen kommentiert und verbindet. Auch eine einleitende Erklärung Meyers, dass es sich um eine Kriminalgeschichte handele, die in Südkalifornien spiele, ist ein Rückgriff auf diese Theaterform.
Dieser Film wurde in einer für Russ Meyer typischen Surrealität gedreht, welche sich aus einer Mischung von comichaften Szenen zusammensetzt. Die Sex-Szenen, von denen ein großer Teil in freier Natur, in einer Flusslandschaft, spielt, sind ebenfalls überspitzt und karikaturenhaft dargestellt. So stattete Russ Meyer die männlichen Darsteller (auch aus Zensurgründen) mit künstlichen, überlangen Penissen aus.
Die für Meyer ebenfalls nicht untypischen Nazi-Anleihen treten in diesem Film überdeutlich auf. Ließ er schon in früheren Filmen wie Supervixens, wie auch im späteren Beneath the Valley of the Ultravixens, einen „Martin Bormann“ auftreten, erscheint hier Hitler persönlich.
Raven de la Croix gab in Drüber, drunter und drauf ihr Filmdebüt. Obwohl dieser Film nicht so erfolgreich war wie andere, wurde ihr Charakter „Margo Winchester“ in Fan-Kreisen zu einer ähnlichen Ikone wie „Varla“, dargestellt von Tura Satana aus dem Film Die Satansweiber von Tittfield.

## Trivia
Robert McLane, der Darsteller des Paul, war homosexuell und starb 1992 an AIDS.
Uschi Digard, eine der von Russ Meyer bevorzugten Darstellerinnen, fungierte bei Drüber, drunter und drauf als Produzentin.